# Pocahontas (Iowa)
Pocahontas – miasto w Stanach Zjednoczonych, w stanie Iowa, siedziba hrabstwie Pocahontas. W 2000 liczyło 1 970 mieszkańców.